# Skumgodis

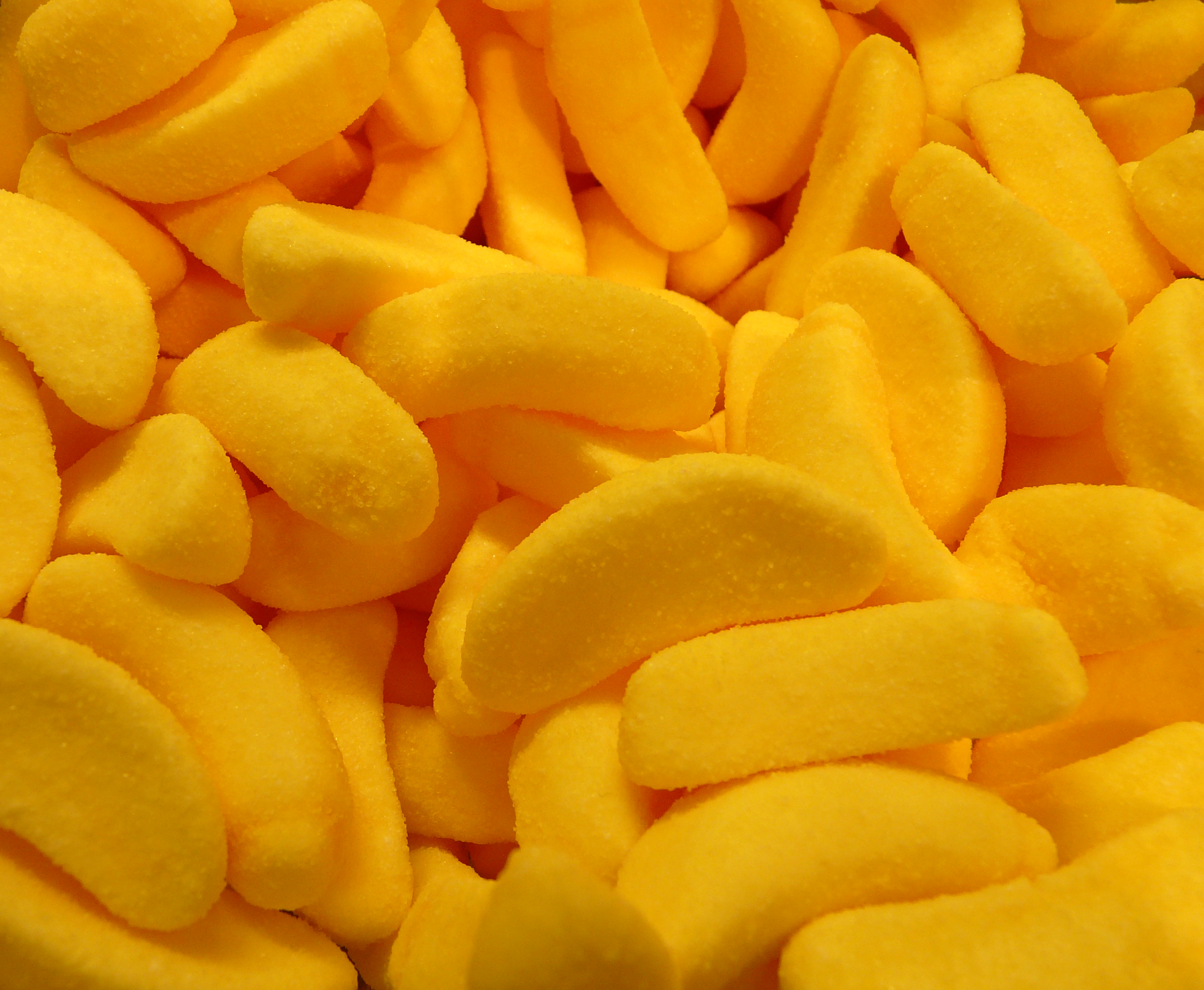
Skumbananer.

Skumgodis är en typ av godis som består av en skumliknande massa av socker, stärkelsesirap och konsistensgivande medel, oftast gelatin och smakämnen. Skumgodis finns i olika smaksättningar och har ibland chokladöverdrag som kan innehålla kokosflingor eller vara försett med strössel.
Exempel på skumgodis är: skumbananer och skumkantareller. Exempel på skumgodis med chokladöverdrag är kokosprickar. Skumgodis förekommer också i julversion i form av skumtomtar, chokladtomtar eller grankottar. Marshmallows är också en typ av skumgodis, exempelvis godiset "sockerbitar" i Sverige.

## Historia
Föregångaren till skumgodis går tillbaka till forntiden. Då användes saften från rötterna till den tidigare läkeväxten läkemalva, som var vit och klibbig. Egyptierna blandade saften med honung och nötter. Det moderna fluffiga skumgodiset kom till i Frankrike under 1800-talet genom att växtsaften blandades med vispad äggvita. Från och med början av 1900-talet används gelatin istället för saft. Under 2010-talet började gelatinfritt skumgodis marknadsföras i Sverige som ett alternativ.

## Miljö
Godis har visat sig vara dåligt för miljön, och allra värst är skumgodis, följt av gelégodis och mjölkchoklad. En påse skumgodis har lika stor klimatpåverkan som en portion fläskkött. Detta enligt en studie av Institutet för Livsmedel och Bioteknik på uppdrag av Livsmedelsverket 2011.

## Bilder

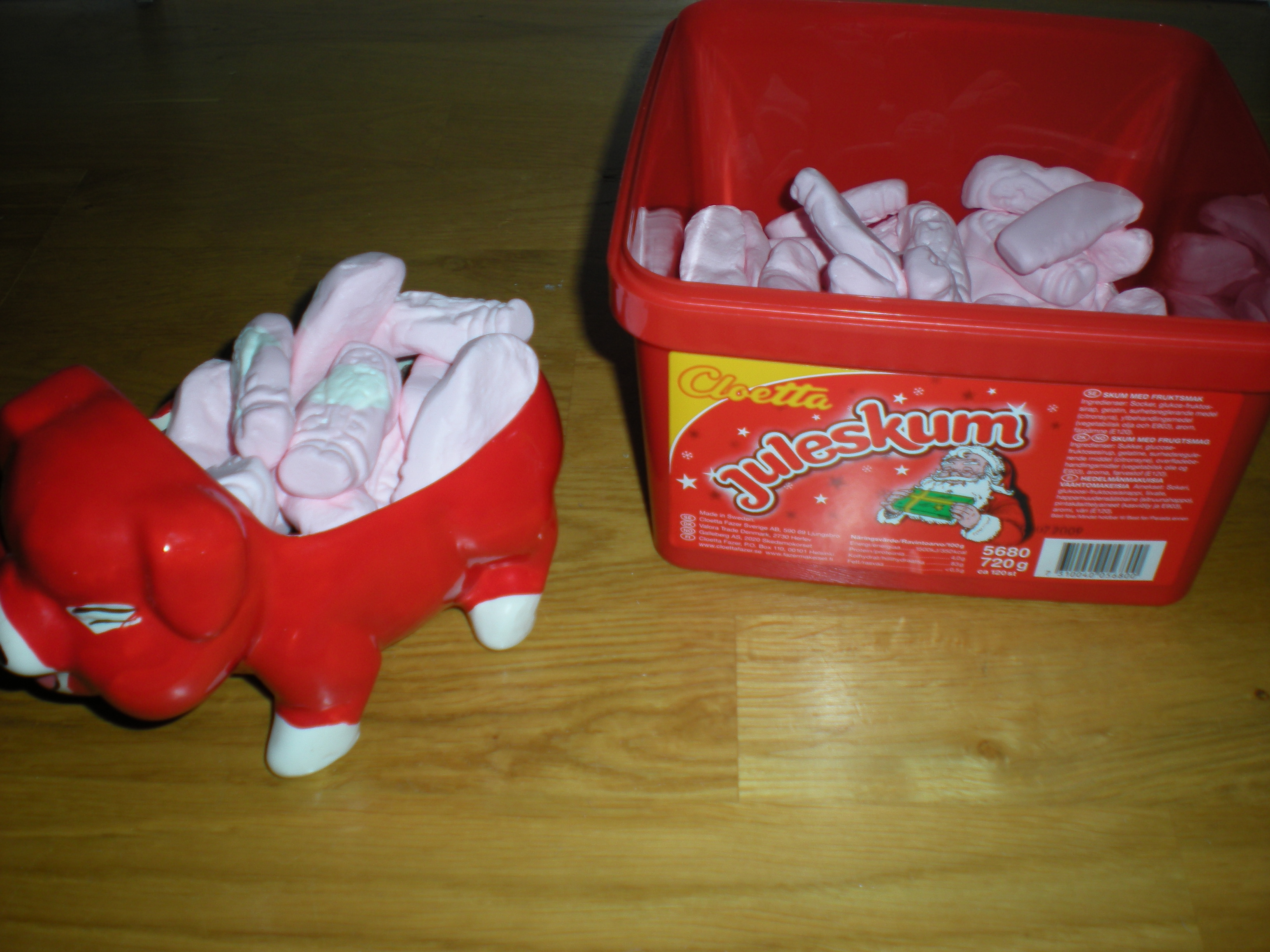
Cloetta Juleskum består av skumtomtar.
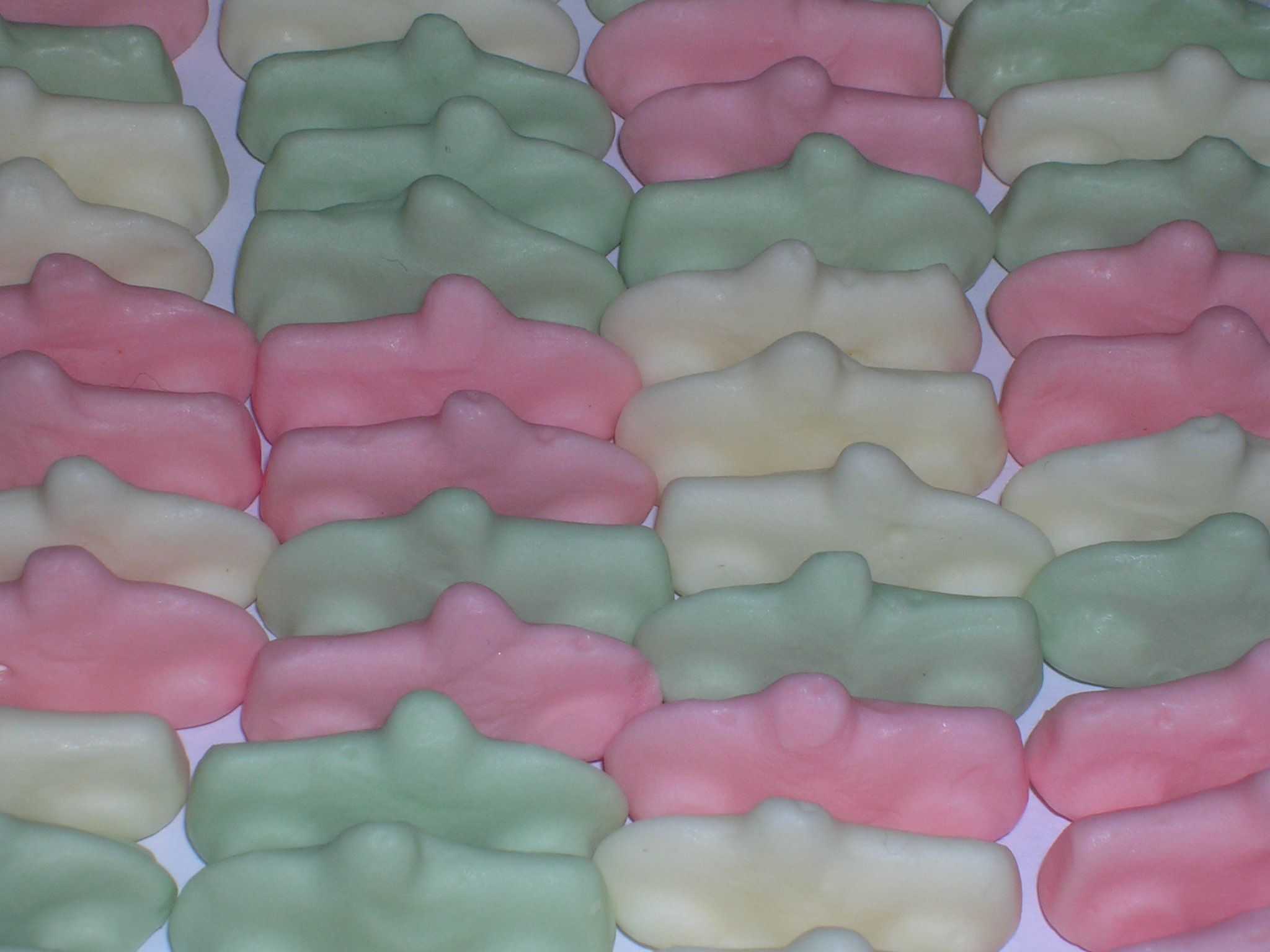
Ahlgrens bilar består av små skumbilar.